# Atelognathus reverberii
Atelognathus reverberii е вид жаба от семейство Ceratophryidae. Видът е застрашен от изчезване.

## Разпространение
Разпространен е в Аржентина.

## Описание
Популацията на вида е намаляваща.